# Amanda Young
Amanda Young is een personage uit de horrorfilmreeks Saw. Ze wordt gespeeld door actrice Shawnee Smith.

## Personage
Amanda Young verscheen voor het eerst in Saw (2004) als slachtoffer van een van de vallen van seriemoordenaar Jigsaw. Haar rol werd uitgebreid in de volgende films, waarin ze als leerling bij Jigsaw diende, met als doel hem op te volgen als de nieuwe Jigsaw. Amanda, gemaakt door James Wan en Leigh Whannell, is verschenen in vijf van de tien films in de serie. Ze is vervolgens vertegenwoordigd in verschillende andere media, waaronder computerspellen en stripboeken.
Amanda Young was in de eerste plaats een antagonist in de films, waarin ze doorgaans onontkoombare vallen maakte voor de slachtoffers van Jigsaw. Ze is door de jaren heen zwaar onder de aandacht gebracht via zowel analyse als kritische evaluatie. Voor haar rol werd Shawnee Smith breed positief onthaald, wat ertoe leidde dat ze door zowel de fanbase als de critici werd erkend als een "scream queen".